# 奧科尼鎮區 (內布拉斯加州普拉特縣)
奧科尼鎮區（英語：Oconee Township）是位於美國內布拉斯加州普拉特縣的一個行政鎮區。

## 地方資料
奧科尼鎮區的面積為67.20平方千米，當中陸地面積為64.99平方千米，而水域面積為2.21平方千米。根據2020年美國人口普查的數據，當地共有人口499人，而人口密度為每平方千米7.43人。